# Movimiento por la Socialdemocracia (Georgia)
Movimiento por la Socialdemocracia (en georgiano: მოძრაობა სოციალური დემოკრატიისთვის) es un partido político socialdemócrata en Georgia fundado en el 17 de febrero de 2025 por activistas de izquierda durante las protestas en Georgia de 2024-presente.

## Historia
El partido reunió a más de 100 miembros de diversos ámbitos profesionales. La organización se lanzó oficialmente con un evento público cerca del busto del escritor Egnate Ninoshvili, cuyo legado está vinculado al primer movimiento socialdemócrata en Georgia. En el evento, los líderes del movimiento presentaron su manifiesto, describiendo sus objetivos y llamando a una participación pública más amplia. Entre los miembros fundadores se encontraban activistas, expertos legales y profesionales con experiencia en participación cívica. Como parte de sus pasos iniciales, el movimiento anunció planes para desarrollar un documento programático integral en los próximos meses y reclutar activamente nuevos miembros para apoyar sus iniciativas.
En marzo de 2025, el movimiento denunció en una publicación de Facebook que la Agencia Nacional de Registro Público del Ministerio de Justicia se estaba negando a registrar la organización como un partido oficial. Movimiento por la Socialdemocracia considera que su registro por motivos políticos se retrasa deliberadamente por su implicación en las protestas antigubernamentales.

## Ideología
El movimiento se posiciona como una fuerza de izquierda dedicada a la justicia social, la igualdad y la democracia, inspirándose tanto en la socialdemocracia europea como en las tradiciones socialistas históricas de Georgia. El movimiento enmarca la era posterior a la independencia de Georgia como una era de explotación económica y social sistémica por parte de las élites políticas, que conduce a la desigualdad, las tendencias autoritarias y el estancamiento. Busca desafiar tanto a los partidos gobernantes actuales como a los anteriores, acusándolos de priorizar políticas económicas neoliberales que profundizaron la desigualdad o una retórica nacionalista que fomenta la división.
El movimiento enfatiza la necesidad de un estado de bienestar sólido, derechos laborales, atención médica y educación accesibles y un sistema judicial justo. El movimiento considera la integración europea como una vía clave para construir una sociedad justa y progresista, y aboga por la movilización de base y la expansión del movimiento de protesta proeuropeo hasta convertirlo en una fuerza política estructurada. Sus líderes destacan la importancia de la participación cívica activa, rechazan la dependencia de poderes externos para dar forma al futuro de Georgia y, en cambio, piden un esfuerzo colectivo para construir un estado democrático y socialmente equitativo.